# Hendrik Kern
Jan Hendrik Caspar Kern (født 6. april 1833 på Java, død 5. juli 1917 i Utrecht) var en nederlandsk indolog og sprogforsker. 
Kern, som blev opdraget i Holland, studerede i Leyden og Berlin, navnlig sanskrit, tog 1855 doktorgraden i Leyden (Specimen hisioricum exhibens Scriptores græcos de rebus persicis Achæmenidarum monumentis collatos), 1858-62 var han lærer ved Maastrichter Athenæum, derefter begav han sig til London og derfra 1863 til Benares som professor ved det derværende sanskritcollege; 1865 blev han professor i Leyden, fra hvilket embede han tog afsked 1903 og levede siden i Utrecht, beskæftiget med indiske sprogstudier (sanskrit, pāli og javansk). 
Blandt hans værker er en hollandsk oversættelse af Sakuntalā (1862), udgave af Varāhamihiras Brhatsamhitā (i Bibliotheca indica VII, Kalkutta 1865) med engelsk oversættelse (i Journal for Royal Asiatic Society, London 1870 ff.), udgave og tysk oversættelse af Varāhamihiras Yogayātrā (i Webers Indische Studien X og XIV, Leipzig, 1868 og 1876), udgave af Aryabhatiya with the Commentary Bhatadlpikā (Leyden 1874), Over de jaartelling der Zuidelijke Buddhisten (Koninklijke Nederlandse Akademie van Wetenschappen, Amsterdam 1873), Geschiedenis van het Buddhisme in Indië (2 bind, Haarlem 1881—83; oversat til tysk af Hermann Jacobi), udgave af Jātakamālā (i Harvard Oriental Series I, Boston 1891), Zur Erklärung der altpersischen Keilschriften (i Zeitschrift der deutschen morgenländischen Gesellschaft 1869), Kawi-Studien (Haag 1871; 2 sange med oversættelse og forklaring af det oldjavanske digt Arjuna-wiwāha, udgave og oversættelse af Wrtta sañcaya (Leyden 1875, oldjavansk digt om prosodi, kawitekst med hollandsk oversættelse), Eene indische Sage in javaansch gewand (Amsterdam 1876), De Fidjitaal ver geleken met hare verwandten in Indoniesië en Polynesië (sammesteds 1886), Glossen, in der Lex Salica (Haag 1869), Notes on the Frankish words (i den Hesselske udgave af Lex Salica, London 1880) og den efter Grimms grundsætninger bearbejdede grammatik Handleiding bij het onderwijs der nederlandsche taal (7. oplag Amsterdam 1884). 
I 1903 hædredes Kern ved udgivelsen af et festskrift Album-Kern (Leyden 1903), indeholdende fuldstændig fortegnelse over hans litterære arbejder. Hans samlede afhandlinger Verspreide Geschriften blev udgivet i otte bind ('s-Gravenhage 1913 ff.), og hans mange samlinger til pālileksikografi Tovoegselen op't Woordenbok van Childers, I—II, blev optrykt af Koninklijke Nederlandse Akademie van Wetenschappen 1916.